# 椿田恵理子
椿田 恵理子（つばきた えりこ、1984年4月21日-）は、元秋田朝日放送、元秋田放送アナウンサー、フリーアナウンサー。

## 略歴
- 2007年、秋田朝日放送に入社。[1]
- 2010年4月、秋田放送に入社。
- 2016年、番組の出演を最後に出産育児休暇を経て、
- 2018年3月退社[2]。
- 2018年12月25日、フリーアナウンサーとして再始動。[3]
- 2021年1月 第二子出産をインスタグラムで報告[4]

## 人物
- 自称チョコレートソムリエである。秋田放送『フラフリ』のページで公表している。
- 歌が大好きで7時間は歌っていられると秋田放送アナウンサープロフィールで公表している。
- 名字の読みは「つばきた」が正しい。「つばきだ」と呼ばれることが多いが、本人はどちらで呼ばれても気にしないらしい。
- 秋田放送入社前は、小学校で養護教諭をしていた[5]。

## 出演番組
○は、現在出演中

### フリーアナウンサー
- mix(エフエム秋田) - 木曜パーソナリティ

### 秋田放送時代の担当番組

#### テレビ
- 週刊エビス堂（2010年4月3日 - 2011年3月26日）
- フラフリ（2010年4月2日 - 2011年3月25日）
- chu→モク!
- ABS news every.（2011年3月28日 - 2016年10月28日）
- がけっぷちぇ〜す（2013年1月11日 - 2016年1月6日）

#### ラジオ
- ごくじょうラジオ（2010年4月 - 2011年3月） -火・木曜日担当（13:00 - 15:54）
- お誕生日おめでとう - 不定期
- さきがけニュース - 不定期